# Пеліван
Пеліван (рум. Pelivan) — село в Оргіївському районі Молдови. Адміністративний центр однойменної комуни, до складу якої також входить село Чишмя.

## Населення
За даними перепису населення 2004 року у селі проживали 2236 осіб.
Національний склад населення села:
| Національність       | Кількість осіб | Відсоток   |
| -------------------- | -------------- | ---------- |
| молдавани румуни     | 1893 105       | 84,7% 4,7% |
| росіяни              | 145            | 6,5%       |
| українці             | 62             | 2,8%       |
| болгари              | 4              | 0,2%       |
| євреї                | 4              | 0,2%       |
| гагаузи              | 3              | 0,1%       |
| інша / без відповіді | 20             | 0,9%       |
| Всього               | 2236           | 100%       |